# Rafael Arévalo
Rafael Arévalo González (* 4. Juli 1986 in Sonsonate) ist ein salvadorianischer Tennisspieler.

## Karriere
Arévalo nimmt seit 2003 an den professionellen Turnieren der ITF teil. Er spielt überwiegend Future-Turniere, von denen er zwischen 2005 und 2009 zwei im Einzel und fünf im Doppel gewann. 
Am 31. März 2008 teilte der Tennisweltverband (ITF) mit, Arévalo werde eine von zwei zu vergebenden Einladungen für das Herreneinzel der Olympischen Sommerspiele 2008 in Peking erhalten. Damit war er der erste Tennisspieler aus El Salvador, der sein Land in dieser Sportart bei den Olympischen Spielen vertrat. In der ersten Runde gewann er gegen den weitaus besser in der Weltrangliste platzierten Südkoreaner Lee Hyung-taik mit 4:6, 6:3 und 6:4. In der zweiten Runde schied er anschließend mit 2:6, 4:6 gegen Roger Federer aus.
Seit 22. November 2010 wird Arévalo nicht mehr in der Doppelweltrangliste und seit 19. Mai 2014 auch nicht mehr in der Einzelweltrangliste geführt. Noch 2015 und 2016 spielte er dagegen im Davis Cup. Seit 2003 gehört Arévalo der salvadorianischen Davis-Cup-Mannschaft an und bestritt seither 41 Begegnungen für die Auswahl. Mit insgesamt 52 Siegen ist er der erfolgreichste Spieler seines Landes.